# Dina Merhav
Dina Merhav, nata Gross (in ebraico: דינה מרחב; Vinkovci, 9 marzo 1936 – Ein Hod, 19 ottobre 2022), è stata una scultrice israeliana di origini jugoslave.

## Biografia
Dina Gross nacque il 9 marzo 1936 a Vinkovci, nell'attuale Croazia, da una famiglia ebrea jugoslava. Durante la seconda guerra mondiale, il padre, ufficiale del Kraljevska jugoslavenska vojska, venne catturato e imprigionato in un campo di prigionieri di guerra in Germania. Lei e la madre fuggirono prima a Spalato, poi in Svizzera passando per l'Italia. Dopo la guerra, nel 1949, l'intera famiglia si trasferì in Israele, dove lei studiò e si diplomò all'Accademia di belle arti Bezalel a Gerusalemme.

### Carriera artistica
Lavorò al dipartimento artistico dell'Università di Haifa e al Technion sempre a Haifa. Nel 1984 frequentò un corso di scultura in pietra a Pietrasanta, in Italia.
Creò numerose sculture in ferro raffiguranti uccelli e angeli.

### Morte
Dina Merhav è morta il 19 ottobre 2022 a 86 anni nel villaggio israeliano di Ein Hod.

## Premi e riconoscimenti

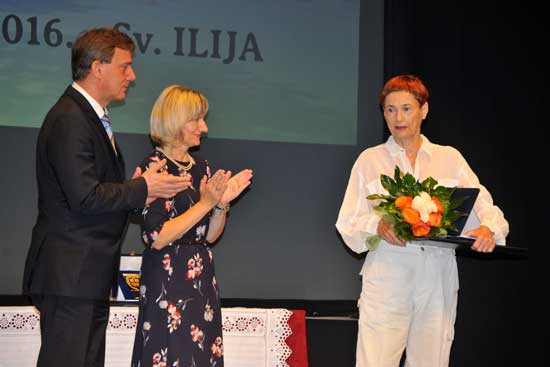
Dina Merhav mentre riceve un premio

Nel 1998 la città di Haifa le assegnò il premio "Herman Struck Best Artist of the Year". Avendo visitato più volte la Croazia, espose le sue opere in vari musei croati. Nel 2013 aprì la mostra "Ptice u letu" (Uccelli in volo) a Zagabria.